# همیلتون (تگزاس)
همیلتون، تگزاس(به انگلیسی: Hamilton, Texas) شهری در ایالت تگزاس از ایالات جنوبی ایالات متحده آمریکا است. در سرشماری سال ۲۰۰۰، جمعیت این شهر ۲۹۷۷ نفر اعلام شد.